# Perrot le Béarnais

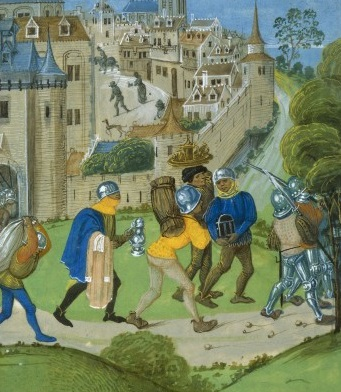
Sac de Montferrand en 1388 par Perrot le Béarnais et ses troupes. Chroniques de Jean Froissart.

Pierre de Fontans, dit Perrot le Béarnais, est un chef militaire gascon du XIVe siècle, capitaine d'une grande compagnie ou routiers au service du royaume d'Angleterre pendant la guerre de Cent Ans,.

## Biographie
Pierre De Fontans (ou Hontanx ou Fontaines) naît probablement à Aydius, dans la vallée d'Aspe. Emmanuel Labat estime qu’il n’a pas de lien avec de familles nobles et qu’il est un bâtard devenu routier pour s’enrichir. 
Maître de plusieurs places-fortes en Limousin, il mène de nombreuses expéditions et raids dans les régions alentour. Rapidement il assiège et prend de nombreux châteaux à proximité de Limoges dont Saint-Jean-Ligoure, et inquiète la ville. Il s'empare en 1381 de château de Châlus-Chabrol et le conserve jusqu'en 1393, après que Jean Ier, duc de Berry et d'Auvergne et la ville de Limoges eurent traité avec lui. Parallèlement il se rapproche de l'Auvergne par les marges orientales du Limousin et il prend Saint-Exupéry-les-Roches pour s'en servir de base militaire pour attaquer les forteresses limousines comme le château de Chaluçet ou ceux des environs d'Argentat.
Entrant en Auvergne il fédère autour de lui des chefs de routiers, des brigands, voire des seigneurs pro-anglais, et mène des attaques contre un nombre important de villes et agglomérations auvergnates. Il prend ainsi la ville de Montferrand et la pille en 1388. Après plus d'une nuit de sac Clermont apprend la nouvelle et une troupe est levée pour libérer Montferrand. Les combats ont lieu en ville et les troupes anglaises dirigées par Perrot sont chassées. Les principaux seigneurs de la région arrivent trop tard mais le Jean Ier de Berry exonère pour une durée de cinq ans les habitants pillés.
En Gascogne, il se fait construire une maison forte près de Brassempouy, devenant un des principaux maillons de la présence anglaise dans la région. Il épouse Marguerite de Pommiers, avec qui il a au moins un fils, Jehannot. Marguerite de Pommiers est la sœur de Jean de Pommiers, autre routier au service de l'Angleterre. Dans une lettre de 1394, il se fait appeler « Pierre de Fontaines, sire de Pommiers », ce qui peut indiquer qu’il a hérité d’une partie de la seigneurie. Lors d’une campagne éclair de Louis II de Bourbon destinée à chasser les routiers anglais de Chalosse en 1387, sa maison forte est la première cible des troupes françaises qui l’attaquent avant de se diriger vers Brassempouy et Hagetmau.